# ژوزه آئوگوشتو براندائو
ژوزه آئوگوشتو براندائو (پرتغالی: José Augusto Brandão; ۲۱ آوریل ۱۹۱۱ – ۲۰ ژوئیهٔ ۱۹۸۹) بازیکن فوتبال اهل برزیل بود.
از باشگاه‌هایی که در آن بازی کرده‌است می‌توان به باشگاه ورزشی پورتوگیزا و باشگاه فوتبال کورینتیانس اشاره کرد.
وی همچنین در تیم ملی فوتبال برزیل بازی کرده‌است.